# Geneigte Ebenen

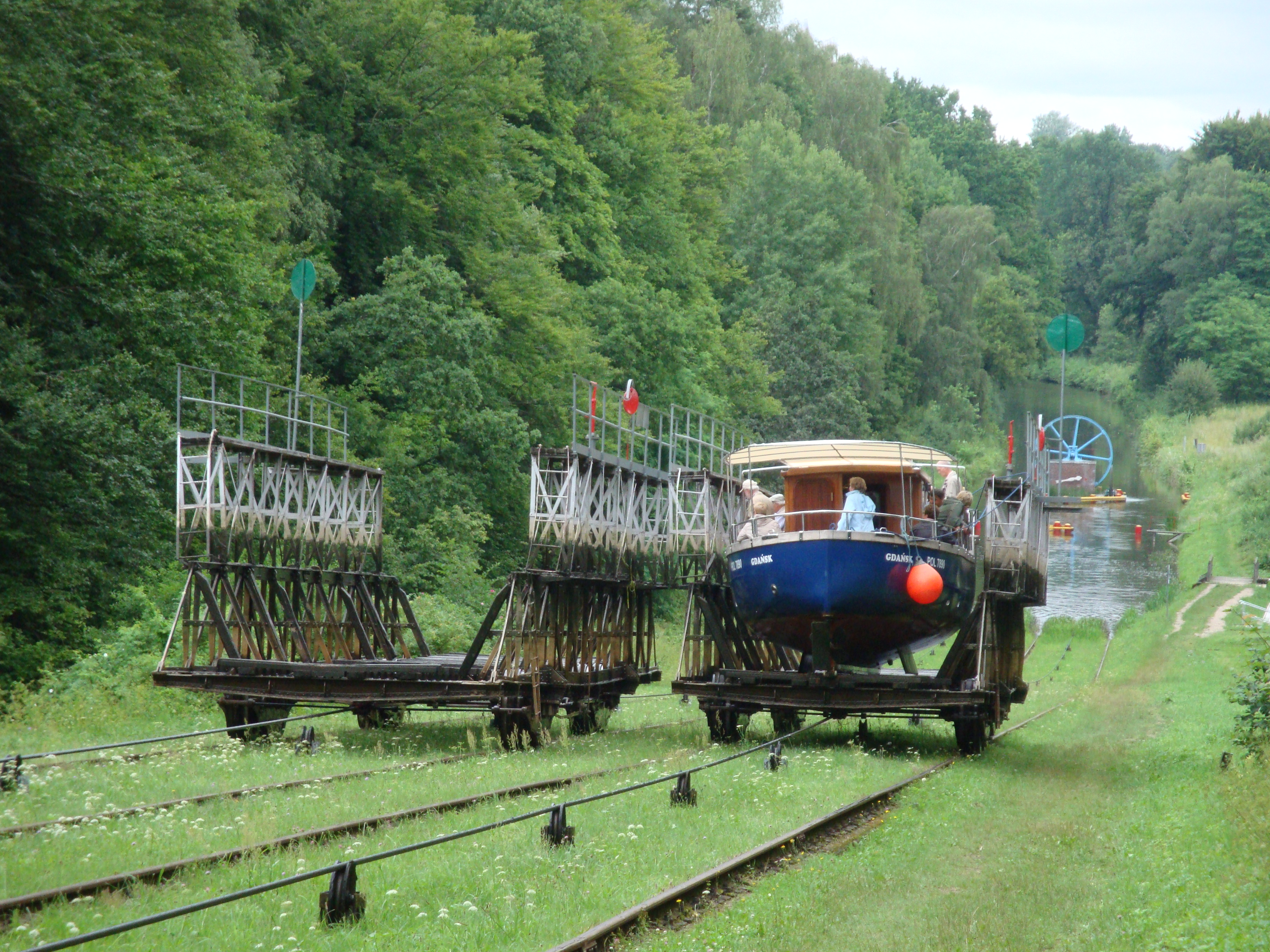
Zwei Rollwagen begegnen sich; im Hintergrund die blaue Umlenkrolle

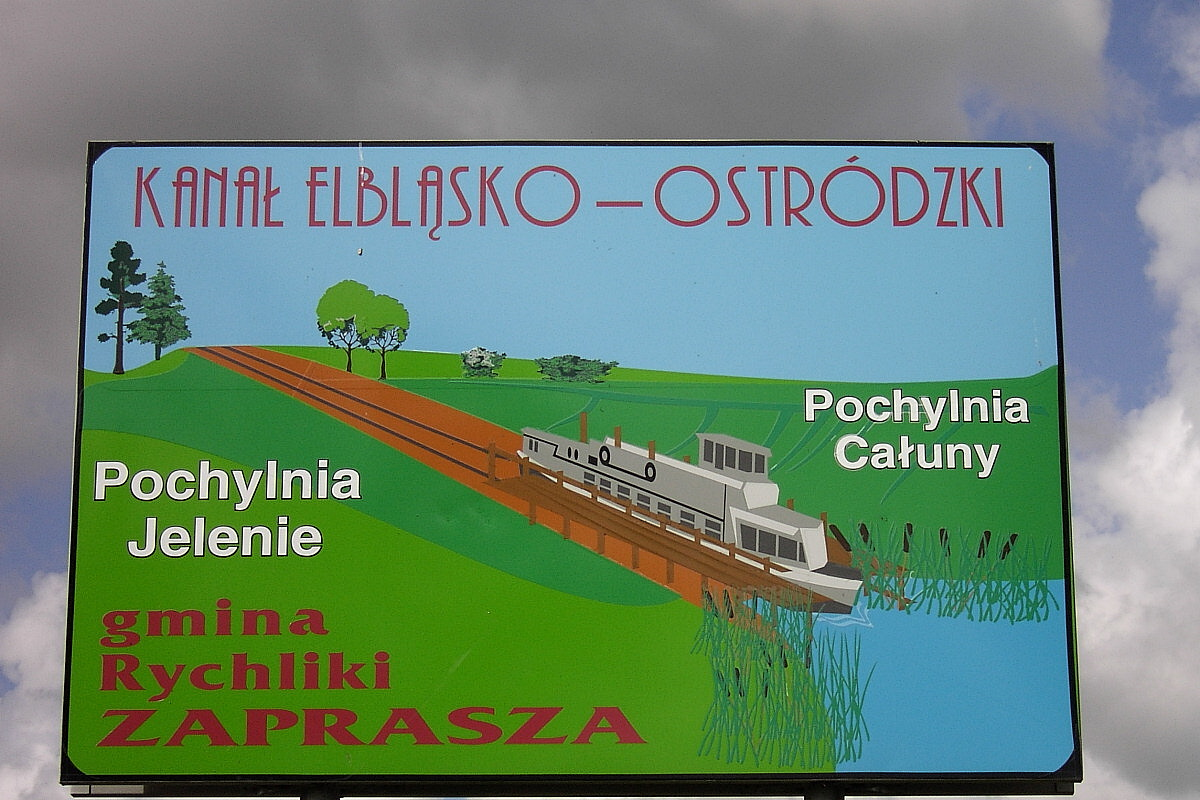
Hinweisschild auf die geneigten Ebenen

Die geneigten Ebenen im Oberländischen Kanal in Ostpreußen sind Schiffshebewerke, die jeweils aus einer Standseilbahn mit Transportwagen zur Trockenförderung der Schiffe bestehen. Die Schiffe werden mittels des auf Schienen laufenden Transportwagens aus dem Wasser gezogen und auf die nächsthöhere beziehungsweise niedrigere Ebene befördert, um dann wieder zu Wasser gelassen zu werden.
Es laufen jeweils zwei Schienenpaare parallel zueinander, sodass immer zwei Transportwagen, die mit Stahlseilen miteinander verbunden sind, gleichzeitig in Bewegung sind: fährt der rechte hinauf, fährt der linke hinunter und umgekehrt.
Der Antrieb erfolgt über unterschlächtige Wasserräder bzw. Wasserturbinen.
Die Anlage wurde vom preußischen Baurat Georg Steenke im 19. Jahrhundert geplant und erbaut.
Eine ähnliche Anlage mit Trockenförderung (jedoch nur eingleisig) ist die Big Chute Marine Railway im Trent-Severn-Wasserweg in Ontario, Kanada.
Für kleine Sportboote gibt es eine ähnliche Einrichtung als Bootsschleppe.